# Balabac-Kantschil
Der Balabac-Kantschil (Tragulus nigricans), auch Philippinen-Kantschil genannt, ist eine Säugetierart aus der Familie der Hirschferkel (Tragulidae). Er lebt auf den philippinischen Inseln Balabac, Ramos und Bugsuk südwestlich der Insel Palawan. Die Tiere bewohnen tropische Regenwälder und ernähren sich von Blättern, letzteres bildet einen Unterschied zu anderen Hirschferkeln. Zudem sind sie nachtaktiv. Über die weitere Lebensweise liegen keine Informationen vor. Äußerlich kennzeichnend für den Balabac-Kantschil ist die generell dunkle Körperfärbung und drei weißliche Streifen an der Kehle. Er ist vermutlich nahe mit dem Großkantschil verwandt. Die wissenschaftliche Einführung erfolgte im Jahr 1892. Der Bestand gilt als stark gefährdet.

## Merkmale

### Habitus
Der Balabac-Kantschil ist ein kleiner Vertreter der Hirschferkel. Die Kopf-Rumpf-Länge beträgt 40 bis 47,5 cm, die Schwanzlänge 6,5 bis 8,5 cm und die Schulterhöhe 18 cm. Gewichtsangaben sind nicht bekannt. Er ist dadurch deutlich kleiner als der verwandte Großkantschil (Tragulus napu) vom benachbarten Borneo. Zudem bildet er einen der dunkelsten Angehörigen der Gattung Tragulus. Das Rückenfell ist dunkelbraun durchsetzt mit schwarzen Haaren, am Hals wechselt dies zu einer rötlich-gelbbraunen Farbgebung. Jedes Einzelhaar ist mehrfarbig aufgebaut mit einer hellen, zumeist weißlichen bis aschgrauen Basis, einem Schaft von orangefarbener oder brauner Tönung und einer langen schwarzen Spitze. Der Bauch zeigt sich generell orangebraun. Die Leistengegend und die Innenseiten der Beine sind dagegen weißlich, die Beinaußenseiten wiederum rötlich-gelbbraun. An den Hinterbeinen tritt vorn vom Oberschenkel bis zum Sprunggelenk ein weißer Streifen auf. Das Weiß der Innenseite der Vorderbeine zieht teilweise bis zur Brust und bildet dort einen hellen Fleck. Der Schwanz ist braun und weist eine weiße Spitze auf. Die zumeist dunkle Kehle markieren drei schmale weiße Streifen, was ein Erkennungszeichen des Balabac-Kantschils ist. Sie beginnen unterhalb des Kinns und erstrecken sich bis zur Brust, wo sie sich dann im dunklen Fell auflösen. Bei einzelnen Individuen werden die weißen Streifen aber durch das dunkle Kehlfell überdeckt. Der Kopf ist zumeist dunkler als der Rest des Körpers. Nase und Stirn weisen einen dunkelbraunen Farbton auf, die Wangen sind rötlich-gelbbraun. Hellere rötlichbraune Streifen heben die Überaugenregion von der Vorderseite der Augen bis zu den Ohren hervor. An der Unterseite des Unterkiefers tritt ein nackter Hautfleck auf, der von weißem Fell umgeben ist.

### Schädel- und Gebissmerkmale
Der Schädel des Balabac-Kantschils wird an den Jochbögen durchschnittlich 4,4 cm breit. Die Länge von der Schädelbasis bis zur Vorderkante des Gaumens liegt bei rund 6,9 cm. Der Unterkiefer weist eine Länge von 8,0 cm auf. Das Gebiss besteht aus 34 Zähnen mit folgender Zahnformel: {\displaystyle {\frac {0.1.3.3}{3.1.3.3}}}.

## Verbreitung

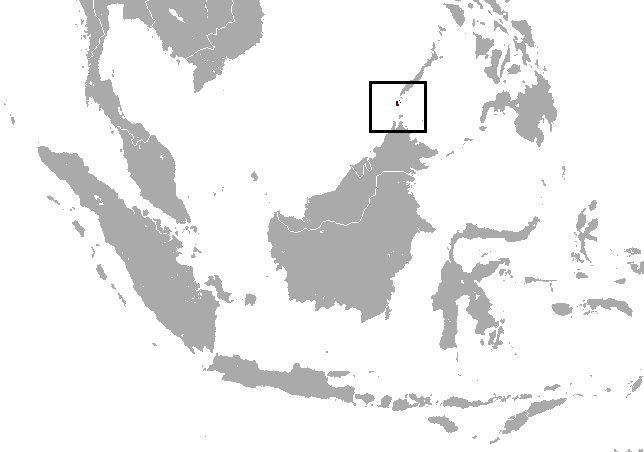
Verbreitungsgebiet des Balabac-Kantschils

Der Balabac-Kantschil kommt in Südostasien vor und besiedelt dort die philippinischen Inseln Balabac, Ramos und Bugsuk, alle südwestlich der Insel Palawan gelegen. Die Tiere leben in den tropischen Regenwäldern und sind sowohl in Primär- als auch Sekundärwäldern anzutreffen, ebenso wie in großen Waldgebieten und auf kleineren Waldinseln. Das dichte Unterholz der Wälder nutzen sie als Versteck tagsüber. Möglicherweise erreichen sie bei ihrer Nahrungssuche auch Mangrovengebiete oder offenere Landschaften.
Eine kleine Anzahl an Tieren wurde Anfang der 1990er Jahre nach Busunaga nördlich von Palawan verbracht, die Gruppe wuchs bis zum Jahr 2006 auf 21 Individuen an. Ebenso gab es eine Ansiedlung auf Palawan selbst, es liegen hierzu jedoch keine Angaben zum jetzigen Bestand vor.

## Lebensweise
Über die Lebensweise des Balabac-Kantschils liegen nur wenige Informationen vor. Er ist nachtaktiv, wonach er auf der Suche nach Nahrung seine schattigen Ruheplätze verlässt und sich auf Waldlichtungen begibt. Seine Hauptnahrung besteht aus Blättern, was ihn von seinen eher Früchte bevorzugenden Verwandten unterscheidet. Es wird angenommen, dass die Fortpflanzungsphase jahreszeitlich beschränkt ist, jedoch besteht Unklarheit, ob sie in der Regen- oder Trockenzeit stattfindet. Weibchen bringen zumeist ein, selten zwei Junges zur Welt.

## Systematik
Der Balabac-Kantschil ist eine Art aus der Gattung Tragulus innerhalb der Familie der Hirschferkel (Tragulidae) sowie der Ordnung der Paarhufer (Artiodactyla). Die Hirschferkel bestehen aus insgesamt drei Gattungen und gehören zu den kleinsten Paarhufern. Innerhalb der Gruppe der Stirnwaffenträger (Pecora) werden sie sehr basal eingeordnet, was auch genetisch belegbar ist. Als charakteristisch für die Hirschferkel können die fehlenden Stirnwaffen und die Ausprägung des Tränengangs als einzelne, allerdings langgestreckte Öffnung am inneren Rand der Orbita angesehen werden. Die Gattung Tragulus besteht aus sechs Arten, die allesamt in Südostasien und im südlichen Ostasien verbreitet sind und dichte Wälder bewohnen. Als die bekanntesten Formen gelten der Großkantschil (Tragulus napu) und der Kleinkantschil (Tragulus kanchil).

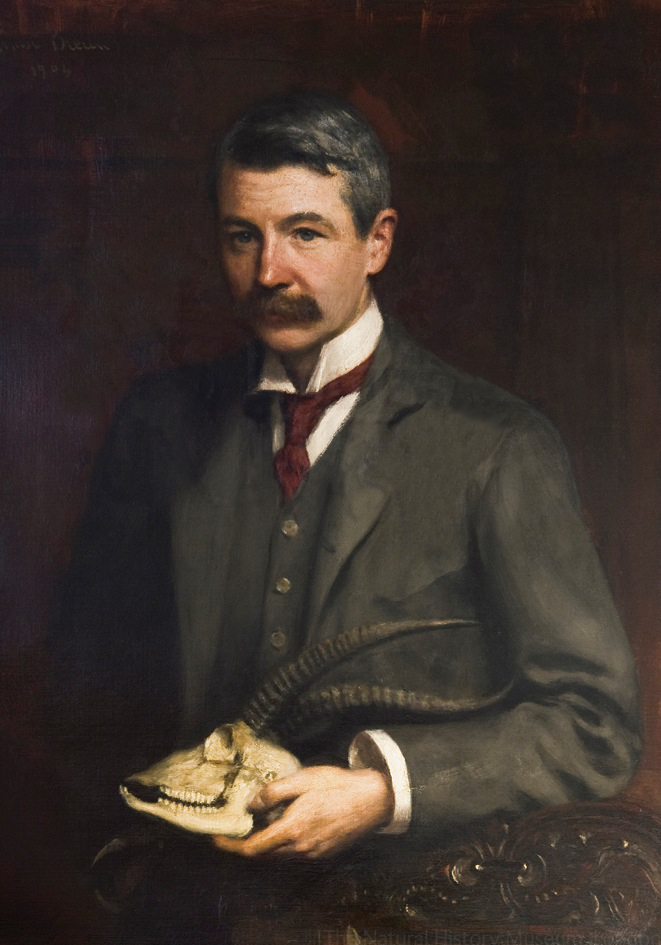
Oldfield Thomas

Die wissenschaftliche Erstbeschreibung des Balabac-Kantschils wurde von Oldfield Thomas im Jahr 1892 erstellt. Das dafür verwendete Individuum wurde während der Expedition von Joseph Beal Steere auf die Philippinen in den Jahren 1887 und 1888 gesammelt. Es handelte sich um ein Jungtier in schlechtem Erhaltungszustand, welches aber trotzdem die charakteristisch dunkle Färbung und die hellen Kehlstreifen als Unterscheidungsmerkmale zu anderen Hirschferkeln erkennen ließ. Als Typusgebiet gab Thomas die Insel Balabac an. Er betrachtete seine neue Art als eng verwandt mit dem Großkantschil.
Im Verlauf des 20. Jahrhunderts wurde der Balabac-Kantschil zumeist mit dem Großkantschil in Verbindung gebracht, so unter anderem auch von J. Lewis Bonhote im Jahr 1903 und Richard Lydekker im Jahr 1915. Beide Autoren führten diesen aber unter der Bezeichnung Tragulus javanicus. Bestätigung fand diese Auffassung, als Frederick Nutter Chasen in den 1930er und 1940er Jahren in einer Serie von Artikeln über die Säugetierfauna Südostasiens alle bekannten Vertreter der Gattung Tragulus in den zwei bekanntesten Arten, dem Groß- und dem Kleinkantschil, zusammenführte und den Großkantschil mit dem Java-Kantschil gleichsetzte. Dem widersprach jedoch Adriaan Cornelis Valentin van Bemmel im Jahr 1949, in dem er anmerkte, dass der Großkantschil nicht auf Java verbreitet ist. Der Großkantschil wurde daraufhin wieder in Tragulus napu als nächsten verfügbaren Namen umbenannt, womit f Fortan auch der Balabac-Kantschil diesen trug. Der Kleinkantschil erhielt aufgrund der Namenspriorität die Bezeichnung Tragulus javanicus. Chasens Zweiartenkonzept für die Gattung Tragulus wurde für den Rest des 20. Jahrhunderts weitgehend akzeptiert. Gelegentlich wiesen einige Wissenschaftler den Balabac-Kantschil allerdings als eigenständige Art aus wie etwa 1952 Colin Campbell Sanborn.
Im Jahr 2004 stellten Erik Meijaard und Colin P. Groves eine umfassende, auf morphometrischen und morphologischen Merkmalen basierende Studie an Schädeln der Hirschferkel vor. Aus ihren Ergebnissen schlussfolgerten sie, dass die Gattung Tragulus mehr als zwei Arten enthält. Sie fächerten daher den Kleinkantschil und den Großkantschil stärker auf und gliederten die so neu anerkannten Arten in eine Tragulus javanicus-Gruppe mit den kleineren Vertretern und in eine Tragulus napu-Gruppe mit den größeren Angehörigen. Den Balabac-Kantschil verwiesen sie in letztere. Der Ansatz von Meijaard und Groves hat bis heute Bestand. Er fand Einzug in Band zwei des Standardwerkes Handbook of the Mammals of the World aus dem Jahr 2011, der vornehmlich Huftiere behandelt, und wurde auch in der von Groves und Peter Grubb im gleichen Jahr vorgelegten neuen Taxonomie der Paarhufer berücksichtigt.
Es werden keine Unterarten des Balabac-Kantschils unterschieden. Teilweise sah man aber die Kantschile von Pulau Banggi, eine Insel Malaysias auf der halben Strecke zwischen Borneo und Balabac, zu der Art gehörig an, da sie ein ähnliches Streifenmuster an der Kehle aufweisen. Die erwähnten Studien aus dem Jahr 2004 erbrachten aber deutliche Unterschiede zum Balabac-Kantschil und nähere Beziehungen zum Kleinkantschil. Aufgrund des Farbmusters werden die Tiere von Pulau Banggi aber zurzeit als Unterart des Großkantschils geführt und mit Tragulus napu banguei bezeichnet.

## Bedrohung und Schutz
Die IUCN listet den Balabac-Kantschil als „stark gefährdet“ (critically endangerd). Begründet wird dies mit dem sehr kleinen Verbreitungsgebiet auf nur wenigen Inseln, das möglicherweise weniger als 5000 km² umfasst. Außerdem wird die Art als Nahrungsressource stark bejagt, untergeordnet spielt auch der lokale Handel als Zootier eine Rolle. Der Umwandlung von Waldgebiete in Plantagen für den Kokosnussanbau und andere landwirtschaftliche Erzeugnisse engen des Weiteren die nutzbaren Habitate ein. Es existieren keine geschützten Areale im Verbreitungsgebiet des Balabac-Kantschils. Neben dem Schutz der lokalen Bestände können auch Ansiedlungsprogramme auf anderen Inseln das Risiko des Aussterbens der Art minimieren.
Auch die Nachzucht in Zoologischen Gärten wird nicht mehr angestrebt, da sich in menschlicher Obhut nur noch elf Exemplare (ein Männchen und zehn Weibchen) befinden und Wildfänge ausgeschlossen sind. In Europa kann man die Tiere in vier zoologischen Gärten sehen, darunter im Alfred-Brehm-Haus im Tierpark Berlin.